# Thalassoma
Thalassoma é um gênero de bodião da família Labridae, que é encontrado em todos os mares de águas tropicais e subtropicais ao redor do mundo. O oceano com a maior biodiversidade de Thalassoma conhecida é o Oceano Pacífico.
A etimologia de Thalassoma, vem do grego Thalassa = mar + grego, soma = corpo, ou seja ''Corpo do mar''

## Espécies
Essas são as espécies descobertas até o momento.
- Thalassoma amblycephalum (Indo-Pacífico) (Bleeker, 1856)
- Thalassoma ascensionis (Atlântico Oriental) (Quoy & Gaimard, 1834)
- Thalassoma ballieui (Centro-Leste do Pacífico) (Vaillant & Sauvage, 1875)
- Thalassoma bifasciatum (Atlântico Ocidental) (Bloch, 1791)
- Thalassoma cupido (Noroeste do Pacífico) (Temminck & Schlegel, 1845)
- Thalassoma duperrey (Centro-Leste do Pacífico) (Quoy & Gaimard, 1824)
- Thalassoma genivittatum (Oceano Índico Ocidental) (Valenciennes, 1839)
- Thalassoma grammaticum (Leste do Pacífico) (Gilbert, 1890)
- Thalassoma hardwicke (Indo-Pacífico) (Bennett, 1830)
- Thalassoma hebraicum (Oceano Índico Ocidental) (Lacepède, 1801)
- Thalassoma heiseri (Centro-Leste do Pacífico) (Randall & Edwards, 1984)
- Thalassoma jansenii (Oeste do Indo-Pacífico) (Bleeker, 1856)
- Thalassoma loxum (Oceano Índico Ocidental) (Randall & Mee, 1994)
- Thalassoma lucasanum (Leste do Pacífico) (Gill, 1862)
- Thalassoma lunare (Indo-Pacífico) (Linnaeus, 1758)
- Thalassoma lutescens (Indo-Pacífico) (Lay & Bennett, 1839)
- Thalassoma newtoni (Atlântico Oriental) (Osório, 1891)
- Thalassoma nigrofasciatum (Pacífico Ocidental) (Randall, 2003)
- Thalassoma noronhanum (Atlântico Ocidental) (Boulenger, 1890)
- Thalassoma pavo (Atlântico Oriental) (Linnaeus, 1758)
- Thalassoma purpureum (Indo-Pacífico) (Forsskål, 1775)
- Thalassoma quinquevittatum (Indo-Pacífico) (Lay & Bennett, 1839)
- Thalassoma robertsoni (Centro-Leste do Pacífico) (Allen, 1995)
- Thalassoma rueppellii (Oceano Índico Ocidental) (Klunzinger, 1871)
- Thalassoma sanctaehelenae (Sudeste do Atlântico) (Valenciennes, 1839)
- Thalassoma septemfasciatum (Oceano Índico Oriental) (Scott, 1959)
- Thalassoma trilobatum (Indo-Pacífico) (Lacepède, 1801)
- Thalassoma virens (Centro-Leste do Pacífico) (Gilbert, 1890)

## Galeria

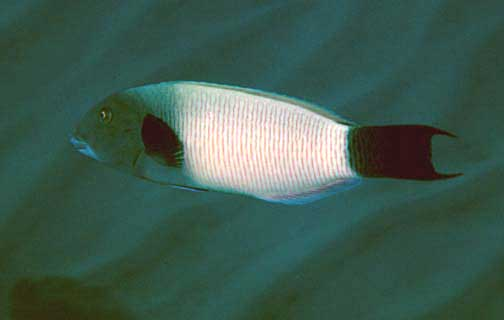
Thalassoma ballieui (Vaillant & Sauvage, 1875)
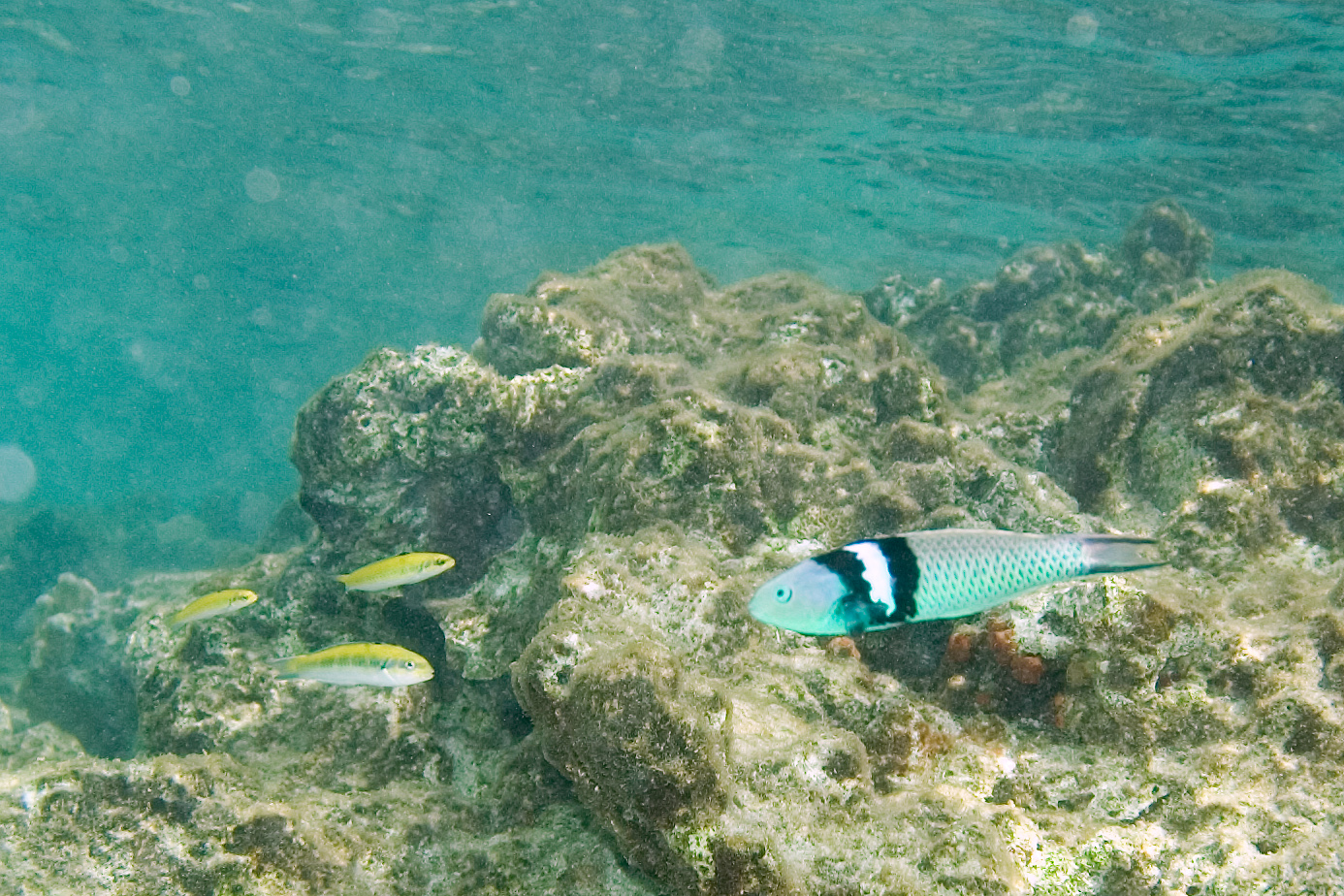
Thalassoma bifasciatum (Bloch, 1791) (Macho, Azul) e (Fêmea, Amarelo)
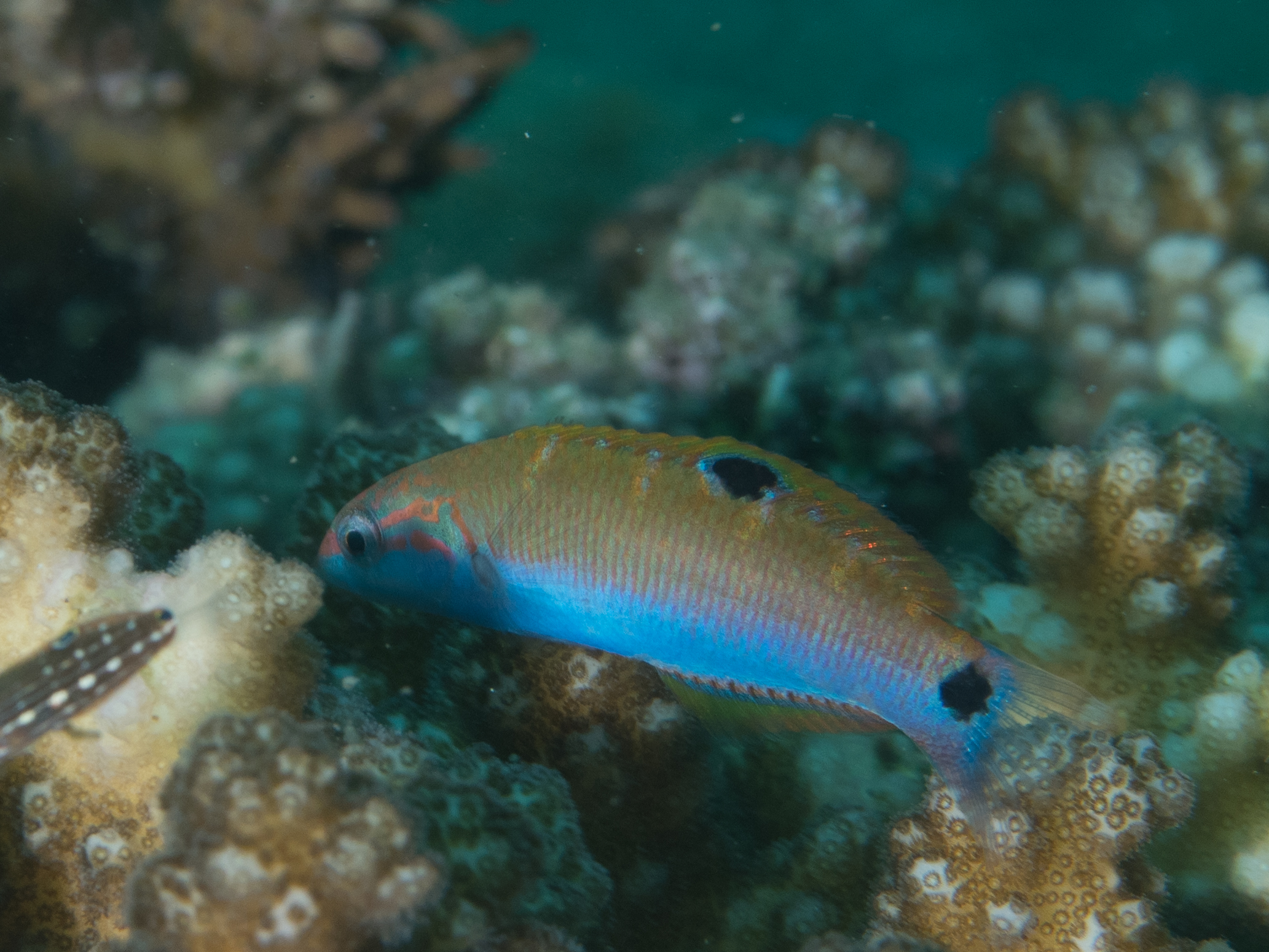
Thalassoma lunare (Linnaeus, 1758) (Jovem)
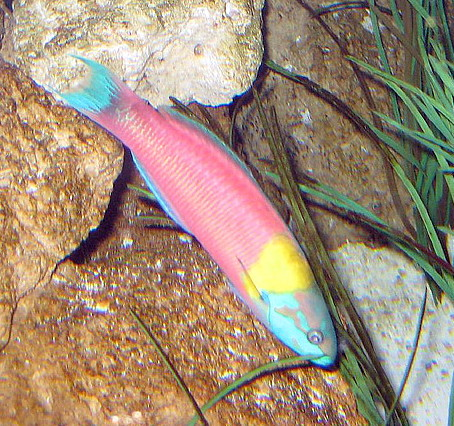
Thalassoma robertsoni (Allen, 1995)
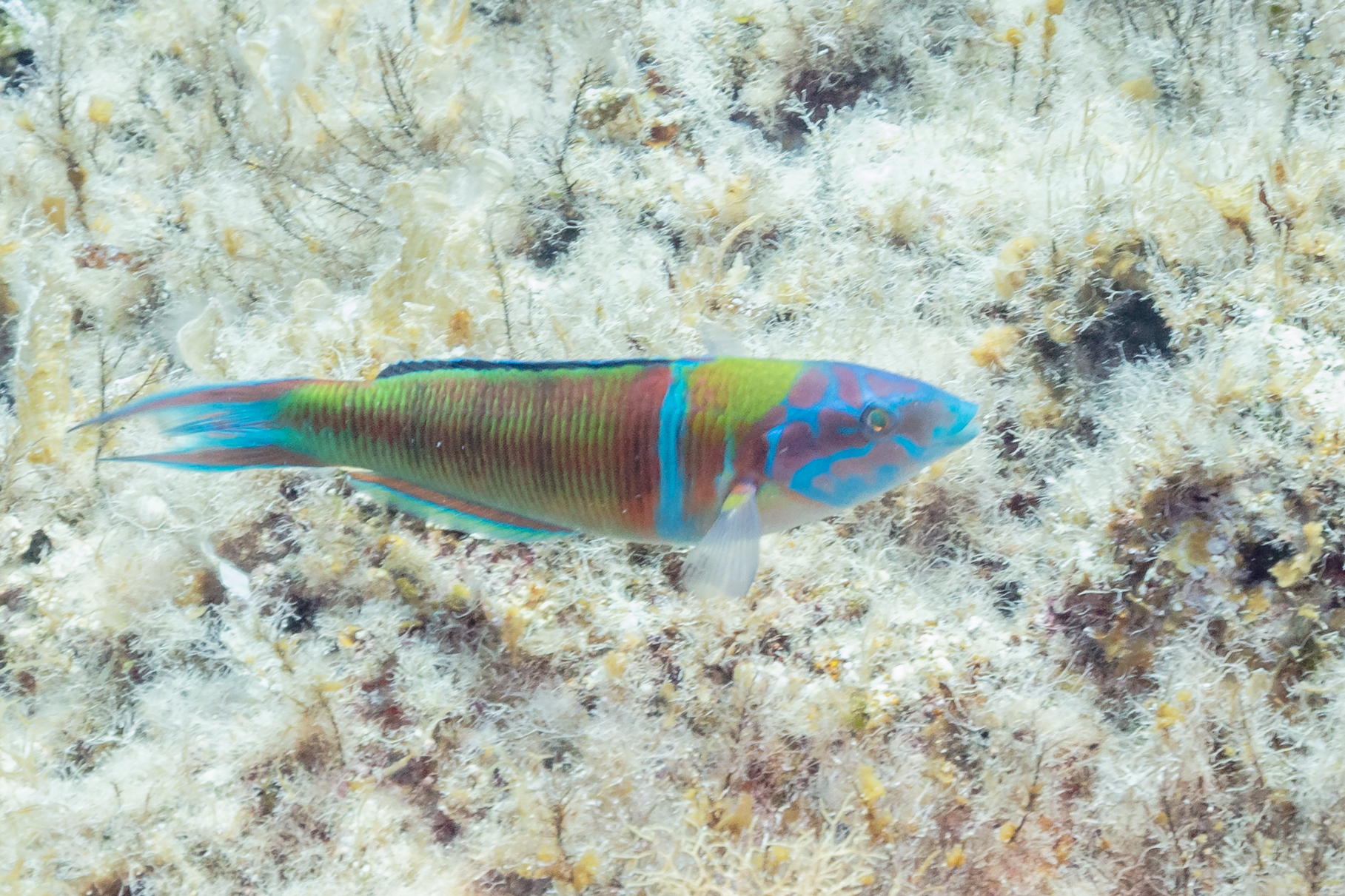
Thalassoma pavo (Linnaeus, 1758)